# Ken Tyrrell
Robert Kenneth Tyrrell (Surrey, 3 de mayo de 1924-25 de agosto de 2001), más conocido como Ken Tyrrell, fue un piloto de automovilismo británico y el fundador de la escudería de Fórmula 1 Tyrrell Racing.

## Biografía
Nacido en East Horsley, Surrey, Tyrrell sirvió en la Royal Air Force durante la Segunda Guerra Mundial, tras lo cual se convirtió en comerciante maderero. En 1951 comenzó a competir al volante de un Cooper en Fórmula 3. Sin llegar a lograr ningún éxito importante, dejó de ser piloto en 1959 y se introdujo en el negocio de la competición gracias al negocio familiar, comenzando en la Fórmula Junior.
Tyrrell fue el responsable del descubrimiento de Jackie Stewart, quien corrió para su equipo en Fórmula Junior a mediados de los años 1960. Con la ayuda de Elf y Ford, Tyrrell alcanzó el sueño de entrar en la Fórmula 1 en 1968, como principal equipo de Matra International, en una unión entre el equipo de Tyrrell y fabricante francés de automóviles Matra.
Durante sus primeros años en la Fórmula 1, el "Tío" Ken, como era cariñosamente conocido, alcanzó la cima de su carrera. Sin embargo, la muerte del piloto François Cevert durante los entrenamientos del Gran Premio de los Estados Unidos de 1973 le afectó profundamente. En los años siguientes, Tyrrell fue bajando su rendimiento hasta convertirse en un equipo de media categoría, a pesar de tener en plantilla a talentos como Jody Scheckter, Ronnie Peterson y Patrick Depailler.

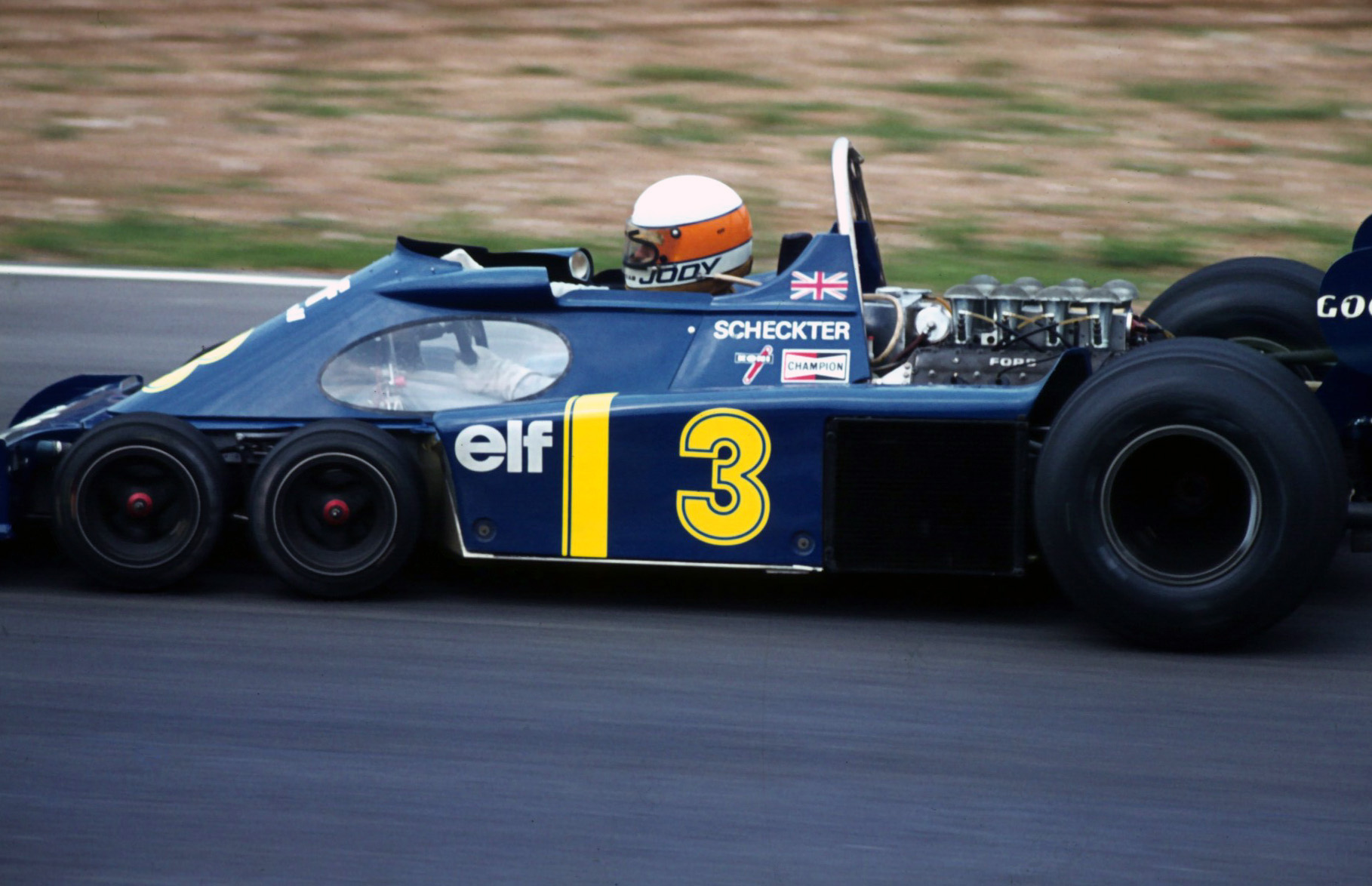
Lateral del P34 de Jody Scheckter.

Tyrrell también intentó introducir nuevos conceptos en la F1. En 1976, el equipo Tyrrell creó un modelo, el P34, con la peculiaridad de que tenía seis ruedas, cuatro de ellas delanteras. El diseño de Derek Gardner llegó a lograr una victoria, pero finalmente fue abandonado cuando Goodyear se negó a fabricar los pequeños neumáticos que utilizaba el vehículo, ya que dificultaba su lucha contra otros fabricantes de neumáticos de F1.
A principios de los años 1980, la suerte de Tyrrell descendió al punto de no conseguir patrocinio. Tyrrell aún mantenía su buen ojo para el talento, trayendo a la F1 a los pilotos Michele Alboreto y Martin Brundle, si bien nunca intentó retenerlos. Sin los fondos adecuados, Tyrrell era el único que equipo con un motor Cosworth DFV en una época en que el resto de equipos había cambiado a motores turbo. Alboreto logró la última victoria de aquel motor en 1983, pero al año siguiente el equipo fue excluido del Campeonato debido a ciertos hechos que implicaban una violación en la normativa de pesos de los vehículos. Ken negó tales acusaciones y sintió que el equipo era excluido por negarse a utilizar motores más caros.
A principios de los años 1990, el control la escudería recayó en gran parte en sus hijos y en Harvey Postlethwaite. Durante aquella época, Jean Alesi logró dos segundas plazas, y el equipo logró liderar una carrera por última vez. El último podio conseguido fue en 1994, gracias a Mark Blundell, y el último punto lo logró Mika Salo en 1997.
En 1999, el equipo Tyrrell F1 fue adquirido por Craig Pollock y la British American Tobacco para crear la nueva escudería British American Racing. Ken Tyrrell no se mantuvo junto al equipo durante el último año de existencia del equipo debido a que Pollock insistió en contratar a Ricardo Rosset, quien Tyrrell creía inferior a otros pilotos disponibles, como Jos Verstappen y Norberto Fontana.
Ken Tyrrell falleció el 25 de agosto de 2001 en su casa en Surrey, a los 77 años de edad a causa de un cáncer.